# باتريك مارسيلينو
باتريك مارسيلينو (4 مارس 1994 في أوساسكو في البرازيل – )؛ هو لاعب كرة قدم كان يلعب كمدافع.

## وصلات خارجية
- باتريك مارسيلينو على موقع رابطة كرة القدم اليابانية للمحترفين (اليابانية)
- باتريك مارسيلينو على موقع قاعدة بيانات كرة القدم.إي يو (الإنجليزية)
- باتريك مارسيلينو على موقع Soccerway.com (الإنجليزية)
- باتريك مارسيلينو على موقع عالم كرة القدم.نت (الإنجليزية)